# 자동 프로그래밍
컴퓨터 과학에서 자동 프로그래밍(automatic programming)은 일부 매커니즘이 컴퓨터 프로그램을 생성함으로써 인간 프로그래머가 더 높은 추상화 레벨로 코드를 작성할 수 있게 하는 컴퓨터 프로그래밍의 일종을 식별한다.
자동 프로그래밍의 정확한 정의에 대한 동의는 거의 없는 편인데, 대부분은 시간이 지남에 따라 의미가 변화해왔기 때문이다. 데이비드 파나스는 게시된 논문의 자동 프로그래밍의 역사를 추적하면서 1940년대에는 천공 테이프의 구멍을 뚫는 수동 작업을 자동화한 것으로 기술하였다. 나중에는 포트란, 알골과 같은 고급 프로그래밍 언어의 변환을 의미하였다. 사실, 컴파일러로 식별 가능한 최초의 프로그램들 가운데 하나는 오토코드로 불렀다. 파나스는 "자동 프로그래밍이 당시 프로그래머에게 이용 가능했던 것보다 더 높은 수준의 언어로 프로그래밍을 하기 위한 완곡어구가 되어왔다"고 결론을 내렸다.

## 같이 보기
- 4세대 프로그래밍 언어

## 참고 문헌
- Generative Programming: Methods, Tools, and Applications by Krzysztof Czarnecki and Ulrich W. Eisenecker, Addison Wesley, 2000.